# 何塞·亚松森·西尔瓦
何塞·亚松森·西尔瓦·戈麦斯（西班牙語：José Asunción Silva Gómez，1865年11月27日—1896年5月23日）是哥伦比亚诗人。哥倫比亞現代主義文學的先驅之一。

## 生平
何塞·亚松森·西尔瓦于1865年11月27日出生于哥伦比亚合众国的首都波哥大的一个进口商家庭，父母分别是里卡多·西尔瓦（西班牙語：Ricardo Silva）与比森塔·戈麦斯（西班牙語：Vicenta Gómez）；他自幼喜爱文艺创作，阅读过古斯塔沃·阿道夫·贝克尔、何塞·马蒂、曼努埃尔·古铁雷斯·纳赫拉等诗人的作品，并在少年时期就开始创作诗歌；又酷爱绘画，并对前拉斐爾派独有情钟:317，成年后，何塞·亚松森·西尔瓦投身诗歌创作，并成为了该国现代主义文学的引领者之一:45:104。他曾留学法国，受唯美主义和象征主义影响。早期诗作纯朴、优美，如《夜曲第三号》被誉为西班牙语中最优美的爱情诗之一。其他主要作品《黄昏》《老年》《万灵节》等，表现了悲观厌世思想。曾任驻委内瑞拉外交官，回国途中，船只失事，作品手稿大多遗失。回国后经济拮据，精神悲观沮丧。
1896年5月23日，何塞·亚松森·西尔瓦在波哥大举枪自尽，年仅30岁。西尔瓦在当代哥伦比亚仍然受到纪念，他的住家在其逝世后被重新命名为西尔瓦诗歌之家，波哥大的文人时常前往那里聚会研习；其头像也被印在哥伦比亚5,000比索的正面，哥伦比亚国内还有以他命名的文学奖。